# Chrysosporium siglerae
Chrysosporium siglerae är en svampart som beskrevs av Cano & Guarro 1994. Chrysosporium siglerae ingår i släktet Chrysosporium och familjen Onygenaceae.   Inga underarter finns listade i Catalogue of Life.